# Diecéze Æliæ
Diecéze Æliæ je titulární diecéze římskokatolické církve.

## Historie
Æliæ, ztotožnitelná s městy Henchir-Mraba či Henchir-Merelma v dnešním Tunisku, je starobylé biskupské sídlo v někdejší římské provincii Byzacena.
Známe tři biskupy tohoto sídla: Fascinullus se roku 411 zúčastnil koncilu v Kartágu; Donatianus se účastnil roku 484 koncilu v Kartágu svolaném vandalským králem Hunerichem; Constantinus je připomínán na koncilu monotheletistů roku 641.
Dnes je Aeliae titulární biskupské sídlo; současným titulárním biskupem je Ricardo Augusto Rodríguez Álvarez, pomocný biskup arcidiecéze Lima.

## Seznam biskupů
- Fascinullus (zmíněn roku 411)
- Donatianus (zmíněn roku 484)
- Constantinus (zmíněn roku 641)

## Seznam titulárních biskupů
- David Mathew (1938–1946)
- José Hascher, C.S.Sp. (1947–1973)
- Giuseppe Laigueglia (1973–2001)
- Walter James Edyvean (2001–2019)
- Ricardo Augusto Rodríguez Álvarez (od 2019)